# Ҹ
Ҹ, ҹ – litera cyrylicy używana w języku azerskim, oznaczająca spółgłoskę zwarto-szczelinową wymawianą podobnie jak "dż" (IPA: ʤ).. W  azerbejdżańskim alfabecie arabskim używanym w Iranie ta litera odpowiada literze jim ( ﺝ ﺝ ).

## Kodowanie
| Znak                   | Ҹ                                                | Ҹ                                                | ҹ                                              | ҹ                                              |
| ---------------------- | ------------------------------------------------ | ------------------------------------------------ | ---------------------------------------------- | ---------------------------------------------- |
| Nazwa w Unikodzie      | Cyrillic Capital Letter Che with Vertical Stroke | Cyrillic Capital Letter Che with Vertical Stroke | Cyrillic Small Letter Che with Vertical Stroke | Cyrillic Small Letter Che with Vertical Stroke |
| Kodowanie              | dziesiątkowo                                     | szesnastkowo                                     | dziesiątkowo                                   | szesnastkowo                                   |
| Unicode                | 1208                                             | U+04B8                                           | 1209                                           | U+04B9                                         |
| UTF-8                  | 210 184                                          | d2 b8                                            | 210 185                                        | d2 b9                                          |
| Odwołania znakowe SGML | &#1208;                                          | &#x04B8;                                         | &#1209;                                        | &#x04B9;                                       |